# Gierkiny
Gierkiny (niem. Gerkiehnen) – osada w Polsce położona w województwie warmińsko-mazurskim, w powiecie bartoszyckim, w gminie Sępopol. W latach 1975–1998 miejscowość administracyjnie należała do województwa olsztyńskiego.
We wsi znajduje się kaplica Najświętszego Serca Jezusowego w Gierkinach, należąca do parafii w Lipicy. Kaplica znajdująca się w zaadaptowanym budynku mieszkalnym.

## Historia
Gierkiny lokowane były jako wieś pruska w 1419 r.
W 1935 r. w tutejszej szkole pracował jeden nauczyciel i uczyło się 63 uczniów. W 1939 r. we wsi mieszkało 195 osób.
W 1983 r. Gierkiny miały 225 mieszkańców. We wsi było 15 domów z 52 mieszkaniami, PGR oraz jedno indywidualne gospodarstwo rolne o powierzchni 11 ha. We wsi był punkt biblioteczny i świetlica.